# ساوت نورث‌همپتون‌شر
نورت‌همپتون‌شر جنوبی (به انگلیسی: South Northamptonshire) یک منطقهٔ مسکونی در بریتانیا است که در نورث‌همپتون‌شر واقع شده‌است.